# شعب أحمد (شبام)

تعديل مصدري - تعديل

شعب أحمد هي إحدى قرى عزلة شبام بمديرية شبام التابعة لمحافظة حضرموت، بلغ تعداد سكانها 589 نسمة حسب تعداد اليمن لعام 2004.